# Antenna (韓國公司)
Antenna（韓語：안테나）是一間韓國藝人企劃和經紀公司，於1997年成立，原名為Toy Music、Antenna Music。

## 歷史
- 1997年	，柳喜烈（Toy（朝鲜语：토이 (대한민국의 음악 그룹)））成立“Toy Music（토이 뮤직）”。[1][2]
- 2007年	，公司名稱由“Toy Music”更改為“Antenna Music（안테나 뮤직）”，開設官方網站。
- 2014年	，更改公司徽標。[3]
- 2015年	，將公司名稱從“Antenna Music”更改為“Antenna（안테나）”，並搬遷總部。
- 2021年	，Kakao M娛樂投資收購部分股份(19.0%)，建立合作關係，發掘培養藝人，並且在音樂影音事業中緊密合作。[4] 八月上旬成為Kakao娛樂旗下全資子公司。[5]
- 2022年11月15日，成立獨立的製作工作室「Antenna Plus（안테나 플러스）」，製作網路綜藝節目，讓各個領域的創作者可以在自由愉快氛圍中，不受限制自由講述自己的故事，旗下YouTube頻道有「DdeunDdeun（뜬뜬）」、「SsookSsook（쑥쑥 ）」。[6][7][8]
- 2023年6月27日，媒體報導劉在錫於6月9日以30億韓元收購了Kakao娛樂持有的Antenna股票2699股（佔股20.7%）。Antenna的代表柳喜烈也在同一天投資了32億韓元，重新獲得了21.3%的股份，成為第二大股東。[9]

## 旗下歌手、藝人、制作人
乐队
- Toy（토이）
- Peppertones（英语：Peppertones）（페퍼톤스)：申宰平（신재평）、李章元（이장원）
- Dragon Pony (드래곤포니)

男歌手
- Lucid Fall（英语：Lucid Fall）(루시드폴）：曹允錫（조윤석）
- 鄭在炯
- 鄭承煥
- 李尚順
- drewboi (드류보이）
- 曹圭賢

女歌手
- 朴新星
- 李珍雅
- 李美珠[10]
- 李孝利

制作人
- 尹石哲（英语：Seok Chul Yun）（윤석철）[11]

- 徐東煥（서동환）[12]
- 黄贤朝（황현조）[13]

藝人
- 劉在錫
- 梁世燦

演員
- 李瑞鎮

## 過往歌手、藝人
- 尹庭午（윤정오，TOY）
- 金煙雨
- Dear cloud（朝鲜语：디어 클라우드）
- CHAI （李秀靜 이수정）[14]
- Jukjae
- Sam Kim[15]
- 權珍雅

## 外部連結
- Antenna的官方網站 （页面存档备份，存于）
- Antenna的YouTube频道 （页面存档备份，存于）
- Antenna的X（前Twitter）
- Antenna的Instagram帳戶
- Antenna的Facebook專頁
- Antenna的Blog Naver （页面存档备份，存于）
- Antenna的Post Naver （页面存档备份，存于）
- Antenna的Naver TV
- Antenna的V LIVE （页面存档备份，存于）